# Jan Kosek
Jan Kosek ps. „Janosik” (ur. 1 maja 1913 w Warszawie, zm. 16 grudnia 1996 tamże) – Starszy strzelec, powstaniec warszawski, żołnierz 1142 plutonu 4. kompanii VIII Zgrupowania Armii Krajowej, wchodzącego w skład Zgrupowania „Krybar”, walczącego w powstaniu warszawskim na Powiślu.

## Życiorys

### II wojna światowa
Od pierwszych dni wojny walczył w 1 pułku lotniczym stacjonującym w Warszawie, a po jego rozwiązaniu przeznaczony do ewakuacji z zakładami poprzez Rumunię do Francji. Zaciągnął się jako ochotnik do ochotniczej zapasowej eskadry 1 pułku lotniczego. Wysłany transportem w kierunku wschodnim. Transport zatrzymany pod Mińskiem Mazowieckim. Wraz z Karolem Rojkiem organizują ochotniczy wypad na polowe lotnisko niemieckie w okolicach Kałuszyna. 20-osobowy oddział dociera w trakcie ewakuacji lotniska. Oddział atakuje ostrzałem i granatami ręcznymi transport sztabu jednostki niemieckiej. Nie potwierdzona informacja likwidacji dowódcy wyższego szczebla jednostki niemieckiej (informacja niesprawdzona w źródłach historycznych), wycofanie oddziału na pozycje wyjściowe. Marsz oddziału w kierunku na Borki. Dołączenie w stopniu szeregowca do 178 pp. Dywizji „Brzoza”. Dowódca por. Rojek, z-ca por. Werner. 2 października 1939 w Parczewie włączenie w skład Samodzielnej Grupy Operacyjnej „Polesie” generała Franciszka Kleeberga. Uczestniczył w bitwie pod Kockiem – gdzie 3 października 1939 został ranny (przestrzelenie palców prawej stopy), odtransportowany do leśniczówki i kilka dni potem do szpitala w Radzyniu Podlaskim.
W 1942 roku wstąpił do konspiracji. W styczniu 1943 przynależny do grupy por. „Gryfa” od stycznia 1944 do Grupy Operacyjnej WP „Edward” dowódca płk Edward Pfeiffer – „Radwan” w baonie „Pobóg”. Pod pseudonimem „Janosik” uczestniczył w licznych akcjach sabotażu i oporu przeciw okupantowi.

### Powstanie warszawskie

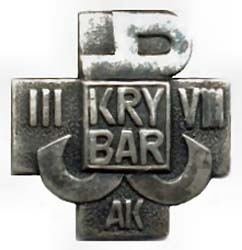
Zgrupowanie AK Krybar

Wybuch powstania zastał go w szeregach AK, a ściślej – 1142 plutonu (dowódca ppor. Alfred Stawierski „Miotacz”) 4 kompanii VIII Zgrupowania AK „Krybar” na Powiślu, która w pierwszych godzinach powstania atakowała Pałac Namiestnikowski oraz hotel „Bristol”, a następnie przez ponad miesiąc utrzymywała w rękach powstańców kwartał ulic Bednarska, Dobra, Tamka, Solec/Browarna/Furmańska, biorąc m.in. udział w atakach na budynki Uniwersytetu Warszawskiego.
Walczył na placówce nr 2 (ul. Topiel 29). 20 sierpnia 1944 wraz z podchorążym "Andrzejem" Stanisławem Dutkiewiczem powstrzymują natarcia niemieckiej drużyny wypadowej na placówkę przy ul. Dobrej 67.
3 września 1944 obejmuje stanowisko na barykadzie róg ulic Oboźna i Topiel. W tym dniu następuje natarcie niemieckie w sile 60 ludzi na barykadę, w trakcie odparcia natarcia otrzymuje ciężką (rana postrzałowa kulą dum-dum, wyrwana część prawej łopatki), w szpitalu powstańczym na ul. Bartosiewicza przechodzi operację.
Po operacji w nocy z 3 na 4 września, z powodu zagrożenia przez oddziały niemieckie, wyniesiony ze szpitala i przetransportowany – przez lżej rannego kolegę ze swojego plutonu – Zygmunta Kryńskiego – do szpitala na ul. Foksal, natomiast w następnych dniach ewakuowany najpierw na ul. Śniadeckich nr 17 za Aleje Jerozolimskie, a po kilkunastu dniach na ul. Piękną. 13 października 1944 roku razem z resztą rannych przebywających w szpitalach powstańczych deportowany do obozu w Zeithein w Saksonii (n. Elbą). Do Warszawy powrócił w maju 1945 roku.
Nr legitymacji AK 020635. Nie ujawnił działalności w AK przed komisją likwidacyjną i władzami PRL.

## Wspomnienia
Kpt. Marian Malinowski „Pobóg” – dowódca 4 kompanii VIII Zgrupowania AK „Krybar” – wprowadzając „Janosika” w szeregi kombatanckie ZBoWiD napisał: „Jan Kosek przez cały okres swej służby konspiracyjnej oddany był całkowicie sprawie. Karny, ściśle wykonywał polecenia przełożonych. W czasie powstania był wzorem żołnierza i z każdego nałożonego zadania wywiązywał się wzorowo, przejawiając wiele własnej inicjatywy”.
Strzelec Mieczysław Kluge „Karol” – kolega z 1142 plutonu 4 kompanii VIII Zgrupowania AK „Krybar”: „Osobiście najbardziej wryłeś mi się w pamięć, „Janosiku”, naszymi wspólnymi przeżyciami z sierpnia 1944 roku, gdy walczyliśmy razem w 1142 plutonie. Byłeś dla mnie w tych dniach pełnych nadziei i zwątpienia przewodnikiem i serdecznym doradcą. Jako mój starszy towarzysz broni roztaczałeś przede mną wizję wolnej Ojczyzny, udzielając zarazem dobrych rad i ostrzeżeń, pomagając na co dzień. Jako człowiek bojowego ducha, byłeś wielkim ryzykantem. To Ty sam, zdany na własne siły, wykonałeś pod silnym obstrzałem przekop przez ulicę Gęstą, z którego korzystały potem setki mieszkańców Powiśla. Tę nadzwyczaj trudną akcję wykonałeś poza wszelkimi rozkazami, poza godzinami służby, z własnej woli, kosztem wypoczynku i snu. Można by przypomnieć wiele sytuacji, w których Twoje bohaterstwo święciło triumfy. Ale Ty zawsze pozostawałeś skromny i nie szukałeś pochwał, bo taka była Twoja postawa: służba Polsce i bezinteresowna walka o Jej niepodległość”.

## Odznaczenia
Za zasługi bojowe i bohaterską postawę został wyróżniony wieloma odznaczeniami – m.in. Krzyżem Kawalerskim Orderu Odrodzenia Polski, Krzyżem Kampanii Wrześniowej 1939, Krzyżem Partyzanckim, medalem „Za udział w wojnie obronnej 1939”, Warszawskim Krzyżem Powstańczym, Krzyżem Armii Krajowej.

## Awanse
- starszy strzelec – 29.09.1944,
- podporucznik – 21.03.1994